# Lathe (Kent)
Lathe (Altenglisch lǽð, Lateinisch lestus) ist die Bezeichnung für eine regionale Untereinheit der Grafschaft Kent, wie sie bereits zur Zeit der Angelsachsen bestand. Erst im frühen 20. Jahrhundert kam der Begriff außer Gebrauch.
Es gibt die weitverbreitete Meinung, dass Lathen ursprünglich um die königlichen Niederlassungen im Königreich Kent gebildet wurden. In der Spätzeit der Angelsachsen scheint es hingegen eine reine Verwaltungsbezeichnung zu sein, mit der mehrere Hundertschaften zusammengefasst wurden.
Im späten 11. Jahrhundert bestand West-Kent aus drei Lathen:
- Lathe of Aylesford
- Lathe of Milton
- Lathe of Sutton

Während East Kent aus vier Lathen bestand:
- Lathe of Borough
- Lathe of Eastry
- Lathe of Lympne
- Lathe of Wye[1]

Dabei galten Sutton-at-Hone und Milton oft als Halb-Lathen.
Im 13. Jahrhundert gab es in Kent fünf Lathen:
- die Lathe of Borough und Lathe of Eastry waren zu Lathe of Saint Augustine zusammengefasst worden,
- die Lathe of Lympne hieß nun Lathe of Shepway
- die Lathes of Sutton, Milton and Wye bildeten nun die Lathe of Scraye und die Lathe of Sutton-at-Hone
- die Lathe of Aylesford blieb unverändert[3]